# 青岛站 (地铁)
青岛站地铁站是青岛地铁1号线和3号线的地铁换乘站，也是青岛地铁3号线的起点站。车站位于中华人民共和国山东省青岛市市南区国铁青岛站东广场地下，于2016年12月18日投入使用。

## 车站结构
地铁1号线和3号线为分层V字型交叉排布，以3号线为主站位：1号线为西南－东北方向，沿费县路－泰安路伸展；3号线为东西方向，向广西路伸展。
车站3号线部分为地下二层岛式站台车站，车站标准段总高18.8 m、埋深14.4 m，站厅宽50.5 m、长70.5 m、面积3500 m²，站台宽10 m、有效长120 m、面积1130 m²，站前设有交叉渡线、一条停车线、一条单渡线，站后上下行各有一条尽头线。
车站采用暗挖法施工，设5个出入口、2组风亭和2个消防出入口，分别位于周边的泰安路、广西路、兰山路和费县路。
|                   |  | 1号线往王家港（西镇）   |
| 島式 · 開左邊车门 |  |                         |
|                   |  | 1号线往东郭庄（中山路） |

|                   |  | 3号线下客站台               |
| 島式 · 開左邊车门 |  |                             |
|                   |  | 3号线往青岛北站（人民会堂） |

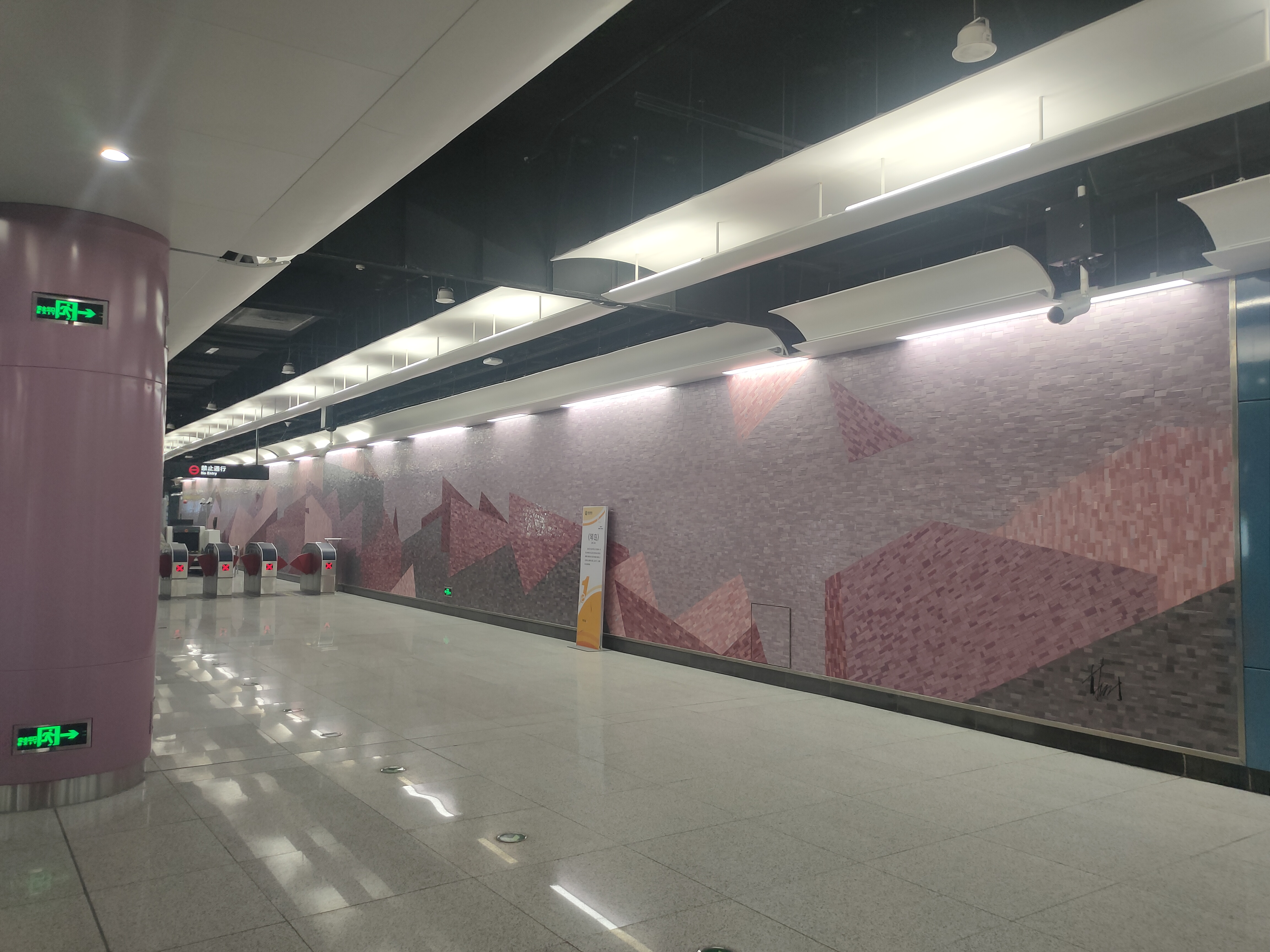
1号线站厅艺术品
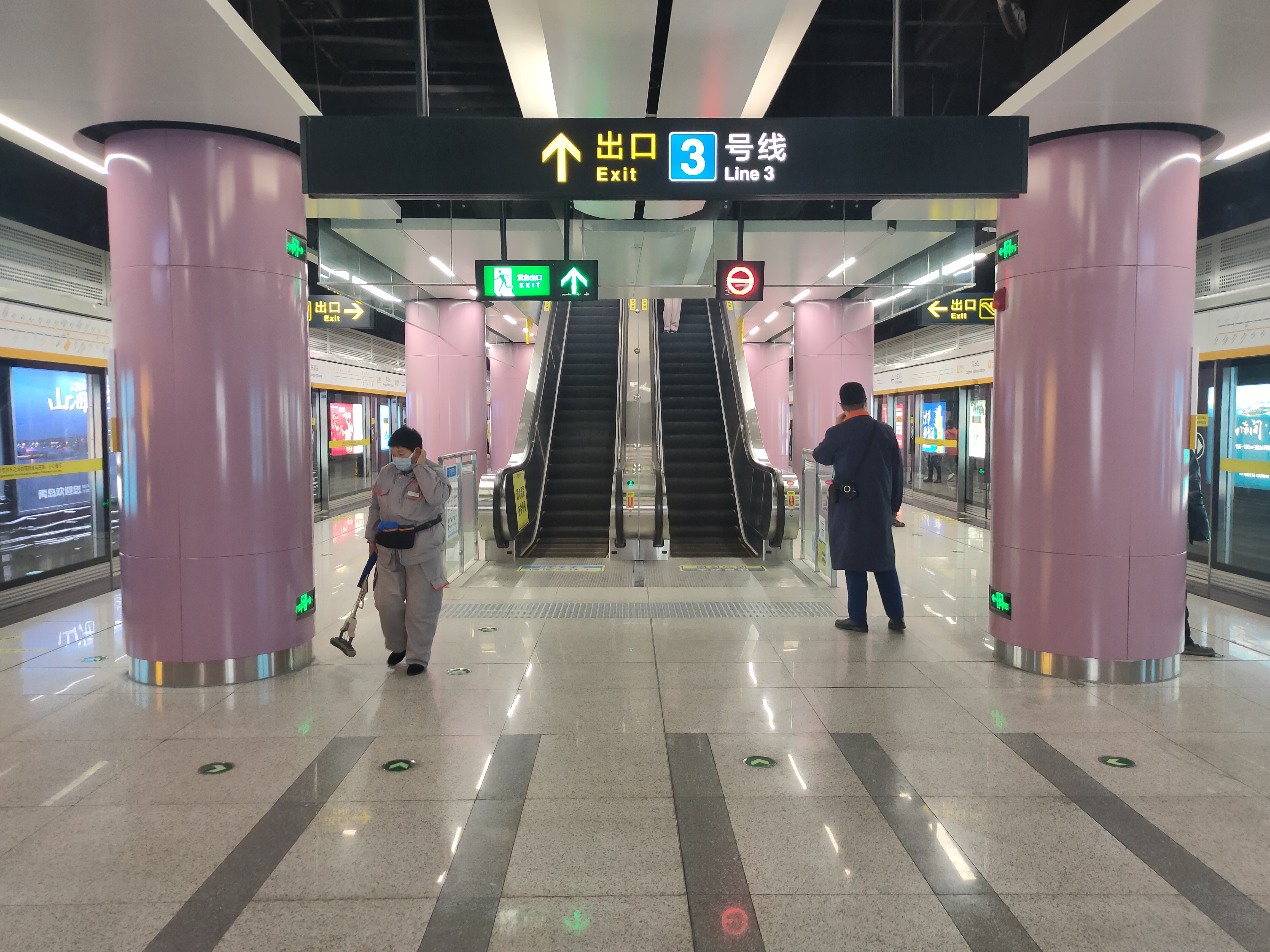
1号线站台
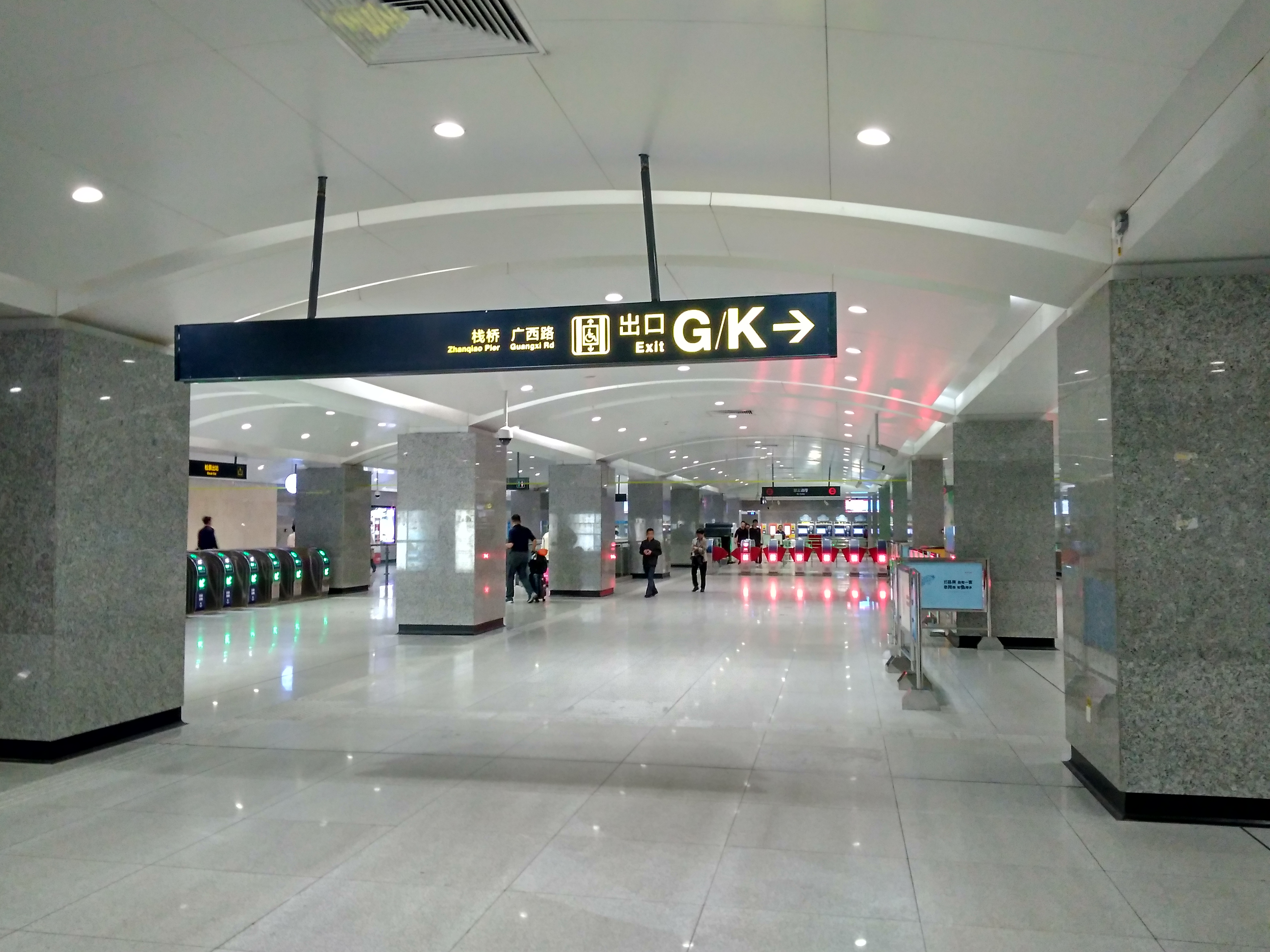
3号线站厅
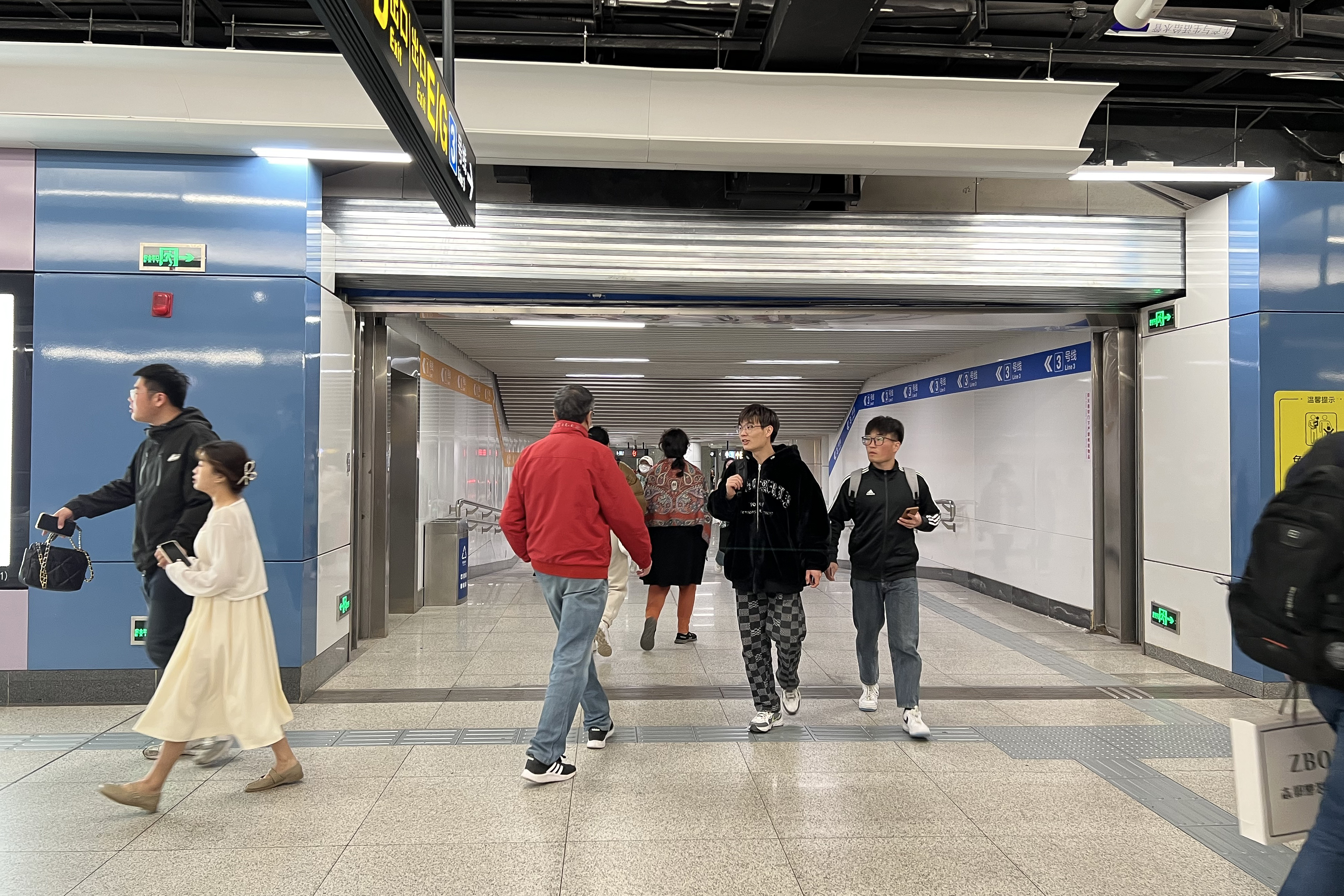
1号线站厅换乘3号线的通道口
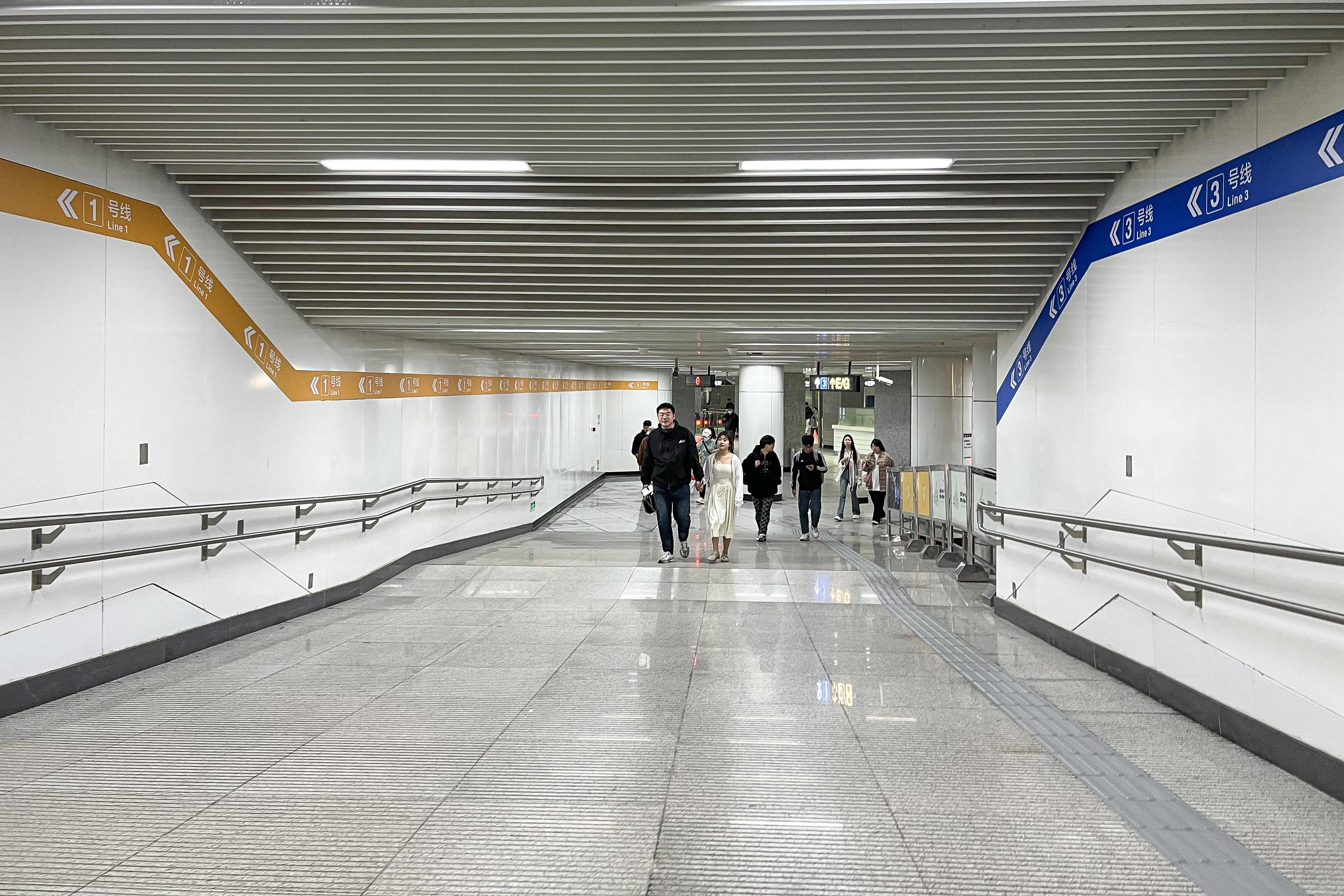
换乘通道
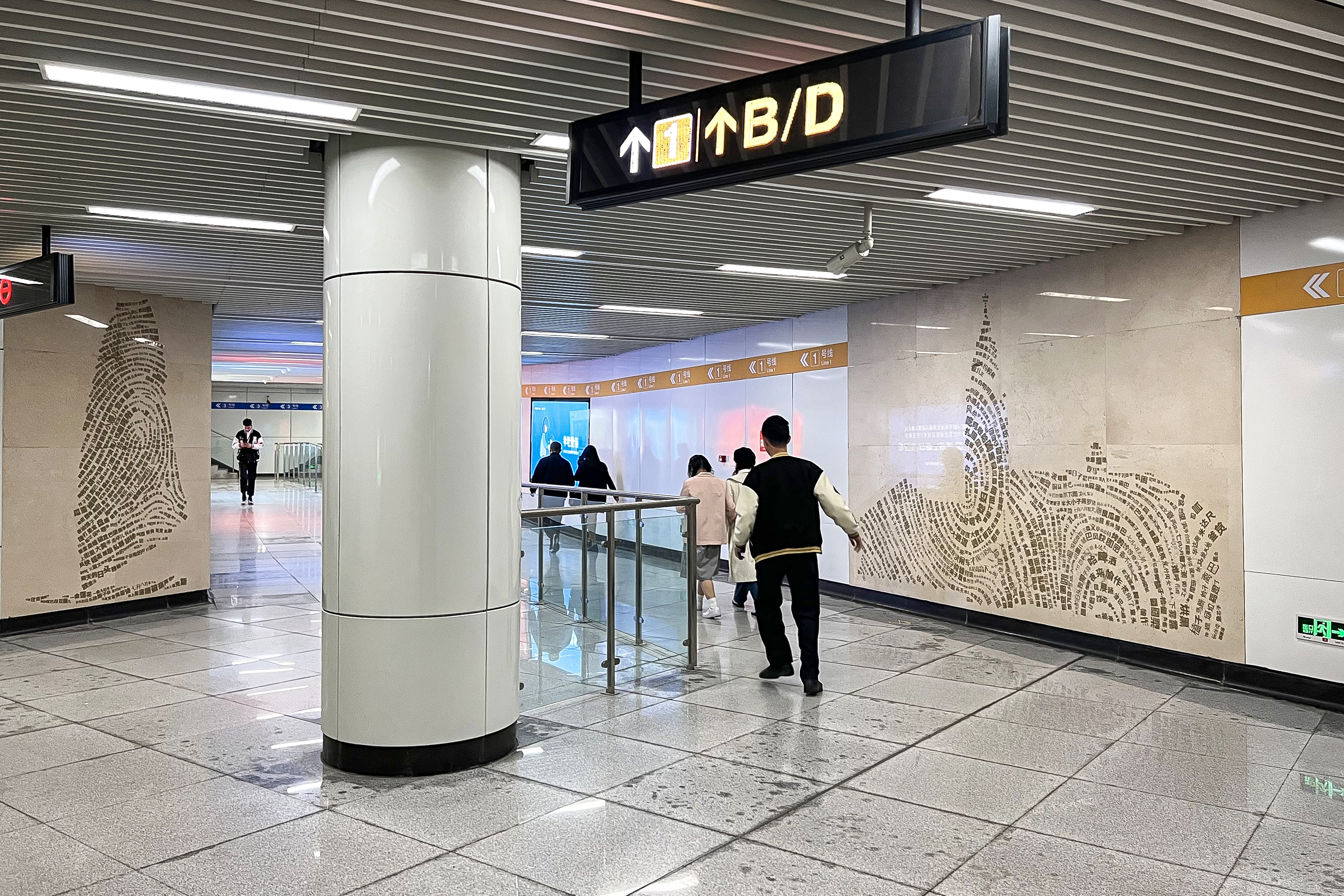
3号线站厅换乘1号线的通道口

### 出入口
本站目前开放8个出入口，K出口原名I出口。
|                               |                                |                                                          |      |
|                               |                                |                                                          |      |
| 编号                          | 指示                           | 建议前往的目的地                                         | 图片 |
| A · 出口 · （设有无障碍电梯） | 铁路青岛站东广场、东地下进站口 |                                                          |      |
| B · 出口                      | 东地下出站口                   |                                                          |      |
| C · 出口                      | 湖南路（西）、铁路青岛站东广场 |                                                          |      |
| D · 出口                      | 湖南路（西）、泰安路（南）     |                                                          |      |
| E · 出口                      | 广西路（北）、蒙阴路           | 维多利亚广场、百盛                                       |      |
| G · 出口                      | 广西路（南）、广西支路、兰山路 | 栈桥景区、青岛海关、青岛市科技馆、青岛音乐厅             |      |
| /                             | 费县路（北）、广州路           | 铁路青岛站东广场、青岛站旅游集散中心、山东省青岛第七中学 |      |
| 注： 设有                     |                                |                                                          |      |

## 沿革
- 1992年9月19日，青岛地铁在青岛站站前广场奠基。
- 1993年，北京城建设计研究总院作为青岛地铁一期工程设计总体单位，全面组织国内几家工点设计单位完成1989年“二线一环”线网规划的全线初步设计。
- 1995年结合青岛站广场改造完成了地铁1号线青岛站地铁车站的建设。
- 2009年11月30日，青岛地铁一期工程正式奠基，地铁车站土建开始。
- 2016年12月18日，青岛地铁3号线全线通车，青岛站地铁车站得以使用。
- 2021年12月30日，青岛地铁1号线南段通车，成为1号线与3号线间的两个换乘车站之一（另一为青岛北站）。

## 公共艺术品
主题《纹脉》由中央美术学院四幅铜镶嵌作品组成。作品使用了指纹印记的造型元素，将青岛方言及老字号文字化呈现，并组合成剪影式造型。体现了青岛独特的地缘性及历史融合性，沉稳而有底蕴。用石材铜镶嵌工艺表现青岛百年文化。
- 栈桥
- 青岛站老站房
- 帆船
- 天主教堂